# Гребеники (Роздільнянський район)
Гребе́ники — село в Україні, у Великомихайлівській селищній громаді Роздільнянського району Одеської області. Населення становить 1004 осіб. Відстань до центру громади становить понад 30 км і проходить автошляхом Т 1615 та Т 1634.
Неподалік від села розташований пункт пропуску через українсько-молдавський кордон Гребеники — Тирасполь.
До 17 липня 2020 року було підпорядковане Великомихайлівському району, який був ліквідований.

## Археологія
Біля села виявлена стоянка мисливців середньокам'яної доби тарденуазького типу за якою виділена гребениківська археологічна культура.

## Історія
Під час Голодомору 1932—1933 років померло щонайменше 3 жителі села.
У 1924-1940 роках Гребеники входили до складу Тираспольського району (з 1935 року — Слободзейського району) Молдавської Автономної Радянської Соціалістичної Республіки (Українська РСР). З 1940 року у складі Гросулівського району Одеської області.

## Населення
Згідно з переписом 1989 року населення села становило 981 особа, з яких 410 чоловіків та 571 жінка.
За переписом населення 2001 року в селі мешкали 1023 особи.

### Мова
Розподіл населення за рідною мовою за даними перепису 2001 року:
| Мова       | Відсоток |
| ---------- | -------- |
| українська | 87,45 %  |
| російська  | 8,86 %   |
| румунська  | 2,59 %   |
| гагаузька  | 0,6 %    |
| білоруська | 0,3 %    |
| болгарська | 0,2 %    |

## Охорона природи

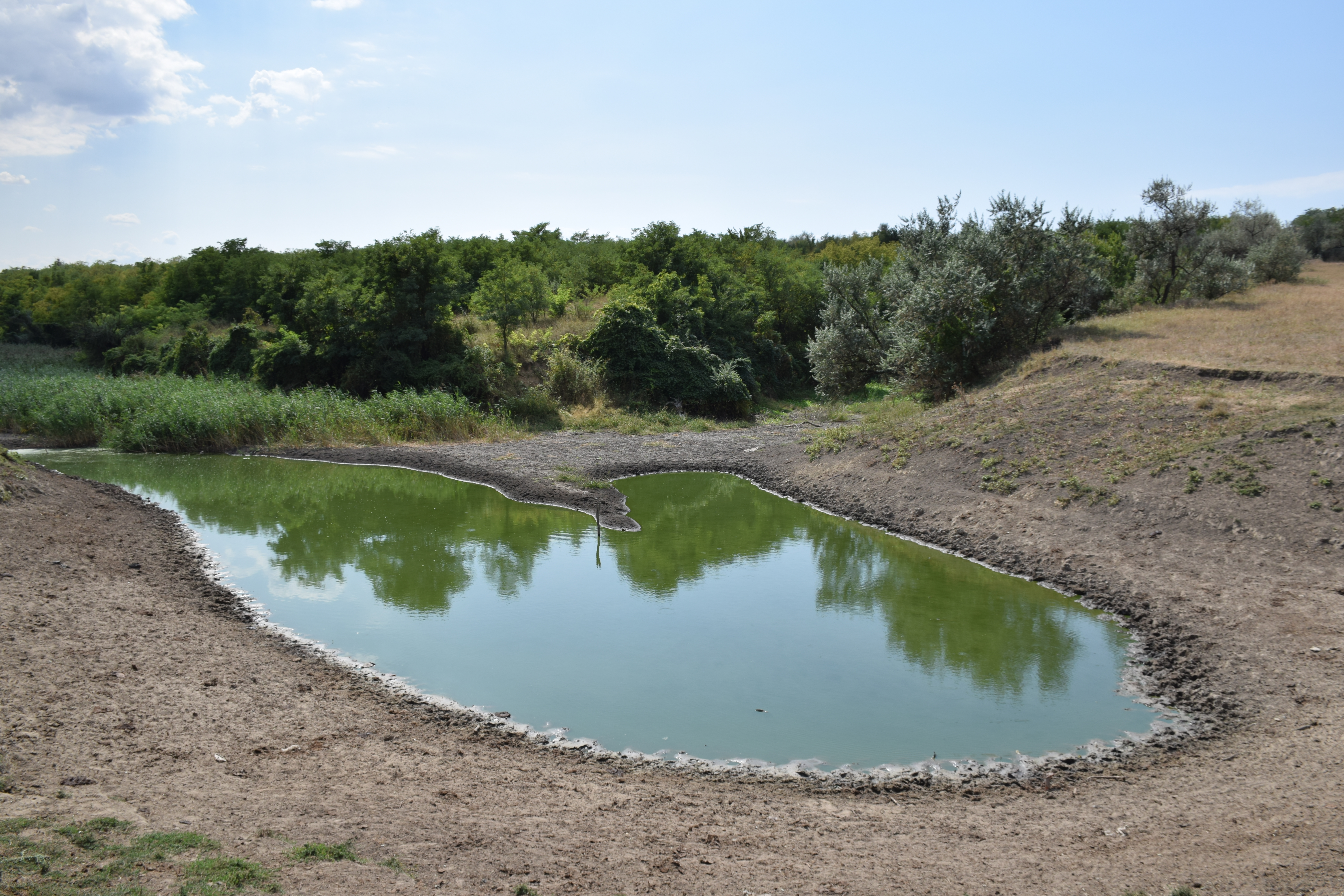
Ставок на території пам'ятки природи «Гребеники»

В околицях села розташована геологічна пам'ятка природи місцевого значення «Гребеники».
З околиць села Гребеники в середині тридцятих років XX століття була вперше відмічена та описана для науки рідкісна, ендемічна для Західного Причорномор'я рослина — Пізньоцвіт Фоміна (Colchicum fominii). На жаль, немає сучасних підтверджень щодо існування цього виду в околицях села Гребеники. Пізньоцвіт Фоміна занесений до Червоної книги України та включений до додатку Бернської конвенції.